# Cyathocidaris
Cyathocidaris is een geslacht van uitgestorven zee-egels uit de familie Cidaridae.

## Soorten
- Cyathocidaris septemtrionalis Schmitz, 1970 †